# Aït Imour
Aït Imour (arabe : أيت إيمور ; berbère : ⴰⵢⵜ ⵉⵎⵓⵔ) est une commune rurale de la préfecture de Marrakech, appartenant à la région Marrakech-Safi. Elle ne dispose pas de centre urbain.
Reliée à Marrakech par la route d'Agafay, Sebt Aït Imour (ou Dar Jdida Aït Imour), chef-lieu de la commune, se situe à une trentaine de kilomètres de Marrakech. Située à 10 kilomètres à l'ouest de l'oued Nfiss et bénéficiant des aménagements hydrauliques de la fin du protectorat, la commune marque la limite occidentale de la plaine du Haouz.